# Ring Award
Der RING AWARD ist ein internationaler Musiktheaterwettbewerb für Regie, Bühne und Kostüm. Er wird im Regelfall alle drei Jahre in Graz, Österreich ausgetragen und von den Bühnen Graz durchgeführt. Sein Ziel ist es, jungen und noch nicht etablierten Regisseurinnen und Regisseuren sowie Bühnen- und Kostümbildnerinnen und -bildnern eine professionelle Plattform für praxisnahes Arbeiten zu bieten und Nachwuchstalenten zu Sichtbarkeit zu verhelfen.
Das Direktorium des RING AWARD besteht aus den Intendanten von Oper Graz, Schauspielhaus Graz und Next Liberty, dem Geschäftsführer von art + event | Theaterservice Graz sowie dem Rektor der Kooperationspartnerin Kunstuniversität Graz. Seit 2024 ist Jossi Wieler der Künstlerischer Leiter des Wettbewerbs. Der Wettbewerb entstand ursprünglich aus einer Initiative zur Nachwuchsförderung des „Wagner Forum Graz“. Mitbegründer und langjähriger Intendant Heinz Weyringer ist seit 2024 Ehrenpräsident des RING AWARD.

## Der Wettbewerb
Der Wettbewerb ist in drei Stufen gegliedert, wobei seine Besonderheit darin besteht, dass er bereits im Finale zu einer konkreten Bühnenrealisierung führt. In der ersten Stufe sichtet die Jury, bestehend aus europäischen Musiktheaterintendanten und -experten, alle eingereichten (anonymisierten) Konzepte und nominiert neun Teams für das Semifinale. Im Semifinale (zweite Stufe) präsentieren die Teams vor Jury und Publikum ihre Inszenierungsentwürfe und Bühnenbildmodelle. Des Weiteren fließen Arbeitsproben und Konzeptbesprechungen in die Bewertung ein. Drei Teams werden für das Finale (dritte Stufe) nominiert und inszenieren jeweils den vorgegebenen Ausschnitt der Wettbewerbsoper auf der Hauptbühne des Schauspielhaus Graz.

## Teilnahmebedingungen
Der Ring Award ist öffentlich und für Teams aus allen Staaten zugänglich. Teilnahmeberechtigt sind Personen, die eine entsprechende Ausbildung bzw. künstlerische Erfahrung nachweisen können und noch an keiner größeren Bühne eine eigenständige Inszenierungsarbeit durchgeführt haben. Teilnehmende sollen das 35. Lebensjahr nicht überschritten haben. Zur Teilnahme haben sich grundsätzlich mindestens eine Regisseurin oder ein Regisseur und eine Person aus dem Bereich Bühnen und Kostümbild zu einem Team zusammenzuschließen, weitere Teammitglieder aus Bereichen wie Kostüm, Dramaturgie, Videokunst, Dirigat etc. sind ebenfalls möglich.
Der Hauptpreis ist der „Ring Award“, welcher ein Angebot der Oper Graz für eine Inszenierung einschließlich Bühnengestaltung auf einer ihrer Spielstätten beinhaltet. Weitere Geldpreise stehen in Semifinale und Finale zur Vergabe. Traditionell vergeben mehrere Theater und Opernhäuser im Finale weitere Sonderpreise in Form von Inszenierungsangeboten inklusive Bühnengestaltung.

## Wettbewerbe und Preisträger
| Jahr | Name                                                                                                 | Wettbewerbsoper                            | Finalist/innen | Preisträger/innen                                                                                     |
| ---- | --- | ------------------------------------------ | --- | --- |
| 1997 | 1. Internationaler Wettbewerb für Regie und Bühnenbild                                               | Richard Wagner, „Rheingold“                | Silke Kosbü / Christine Tritthart Robert Olwitz / Isabel Ostermann / Christian Gschier                                                                                             | Holger Müller-Brandes / Katrin Lea Tag                                                                |
| 2000 | 2. Internationaler Wettbewerb für Regie und Bühnenbild (Special: Cyberstaging)                       | Richard Wagner, „Parsifal“                 | Tatjana Gürbaca / Gerhard Mayer Vera Nemirova / Tom Musch Cyberstaging: Christoph Rodatz / Anja Diefenbach                                                                         | David Hermann                                                                                         |
| 2003 | RING AWARD 03: 3. Internationaler Wettbewerb für Regie und Bühnenbild (Special: hoffmann.remixed)    | Jacques Offenbach, „Les contes d‘Hoffmann“ | Claudia Blersch / Giulio Bernardi Andrea Kilian / Tassilo Tesche Leo Krischke / Sofia Mazzoni hoffmann.remixed (Seifenfabrik Graz): Birgit Kadatz / Britta Nagel / Matthias Gommel | „Ring Award“ wurde nicht vergeben (Team Kadatz/Nagel \| Auftrag für Bühnenproduktion \| Theater Graz) |
| 2005 | RING AWARD 05: 4. Internationaler Wettbewerb für Regie und Bühnenbild (Special: stageXplorer)        | W.A. Mozart, „Le nozze di Figaro“          | Elena Artioukhina / Etel Ioshpa (Preis der Stadt Graz) Orpha Phelan / Leslie Travers stageXplorer: Marcus Dross / Christoph Rodatz / Michael Wolters                               | Anna Malunat / Jan Kattein / Magdolina Parditka                                                       |
| 2008 | RING AWARD 08: 5. Internationaler Wettbewerb für Regie und Bühnenbild (Special: ring.award.off)      | Giuseppe Verdi, „Rigoletto“                | Alexander Charim / Julia Kneusels / Annegret Riediger Dorothea Kirschbaum / Julia Müer ring.award.off: Beate Baron / Justyna Jaszczuk / Genoel Rühle                               | Tobias Kratzer / Rainer Sellmaier                                                                     |
| 2011 | RING AWARD 11: 6. Internationaler Wettbewerb für Regie und Bühnenbild 2011 (Special: ring.award.off) | Johann Strauss, „Die Fledermaus“           | Johannes Rieder / Thomas Unthan Hannes Kapsch / Trixy Tiny Lucy Royeck ring.award.off: Morten K. Roesen / Nikolaus Webern / Carla Caminati                                         | Sam Brown / Annemarie Woods                                                                           |
| 2014 | RING AWARD 14: 7. Internationaler Wettbewerb für Regie und Bühnengestaltung                          | Carl Maria von Weber, „Der Freischütz“     | Christiane Lutz / Natascha Maraval Dan Turdén / Marie Moberg | Verena Stoiber / Sophia Schneider                                                                     |
| 2017 | RING AWARD 17: 8. Internationaler Musiktheaterwettbewerb für Regie und Bühnengestaltung              | Gaetano Donizetti, „Don Pasquale“          | Sergei Morozov / Aleksandra Alekseeva Barbora Horáková Joly / Cornelia Schmidt | Valentin Schwarz / Andrea Cozzi                                                                       |
| 2020 | RING AWARD 20: 9. Internationaler Musiktheaterwettbewerb für Regie und Bühnengestaltung              | Wolfgang Amadeus Mozart „Don Giovanni“     | Alicia Geugelin / Christin Schumann / Pia Preuß / Elise Schobeß Krystian Lada / Didzis Jaunzems / Natalia Kitamikado                                                               | Anika Rutkofsky / Eleni Konstantatou / Johanna Danhauser                                              |
| 2025 | RING AWARD 25: 10 Internationaler Musiktheaterwettbewerb für Regie, Bühne und Kostüm                 | Claudio Monteverdi „L'Orfeo“               | Maria Chagina / Anna Agafonova / Sören Sarbeck Franciska Éry / Peter Butler / Mathieu Cabanes                                                                                      | Giorgio Pesenti / Giulia Bruschi / Riccardo Mainetti / Elena Patacchini / Matteo Castiglioni          |